# يان بينج
يان بينج (27 مايو 1995 بآنشان في الصين - ) هو لاعب كرة قدم صيني في مركز الهجوم.

## وصلات خارجية
- يان بينج على موقع Soccerway.com (الإنجليزية)